# Morgan Weaving
Morgan Weaving es una actriz australiana, actualmente conocida por haber interpretado a Lottie Ryan en la serie Home and Away.

## Biografía
Es hija de Simon Weaving, un escritor, productor y director de cine, su hermana mayor es la actriz Samara Weaving.
Morgan es sobrina del famoso actor Hugo Weaving y de Anna-Jane Weaving, quien tuvo una corta carrera como cantante en París a mediados de la década de los 80.
Sus primos son Holly Weaving y el actor Harry Greenwood.

## Carrera
El 16 de abril de 2012 Morgan se unió al elenco recurrente de la serie exitosa serie australiana Home and Away donde interpretó a la adolescente Charlotte "Lottie" Ryan, la hija de Harvey Ryan y Melissa Gregg. Su primera aparición fue el 16 de abril del mismo año y su última aparición fue el 27 de julio del mismo año. El 10 de septiembre de 2012 regresó y su última aparición fue el 11 del mismo mes.

## Filmografía
- Series de Televisión.:

| Año  | Serie         | Personaje      | Notas        |
| ---- | ------------- | -------------- | ------------ |
| 2012 | Home and Away | Charlotte Ryan | 28 episodios |